# Muang Khoun

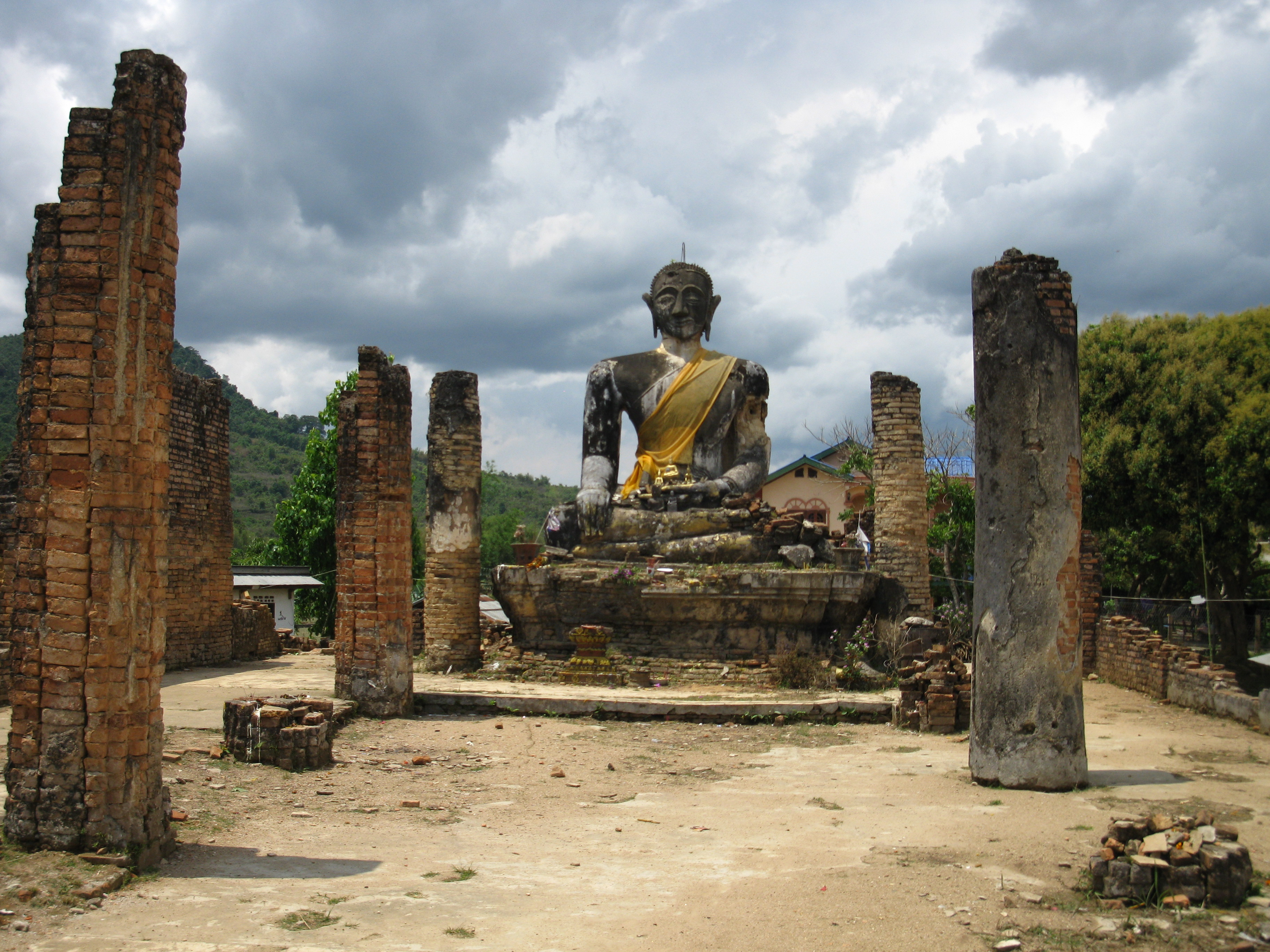
Tempelanlage Wat Phia Wat.

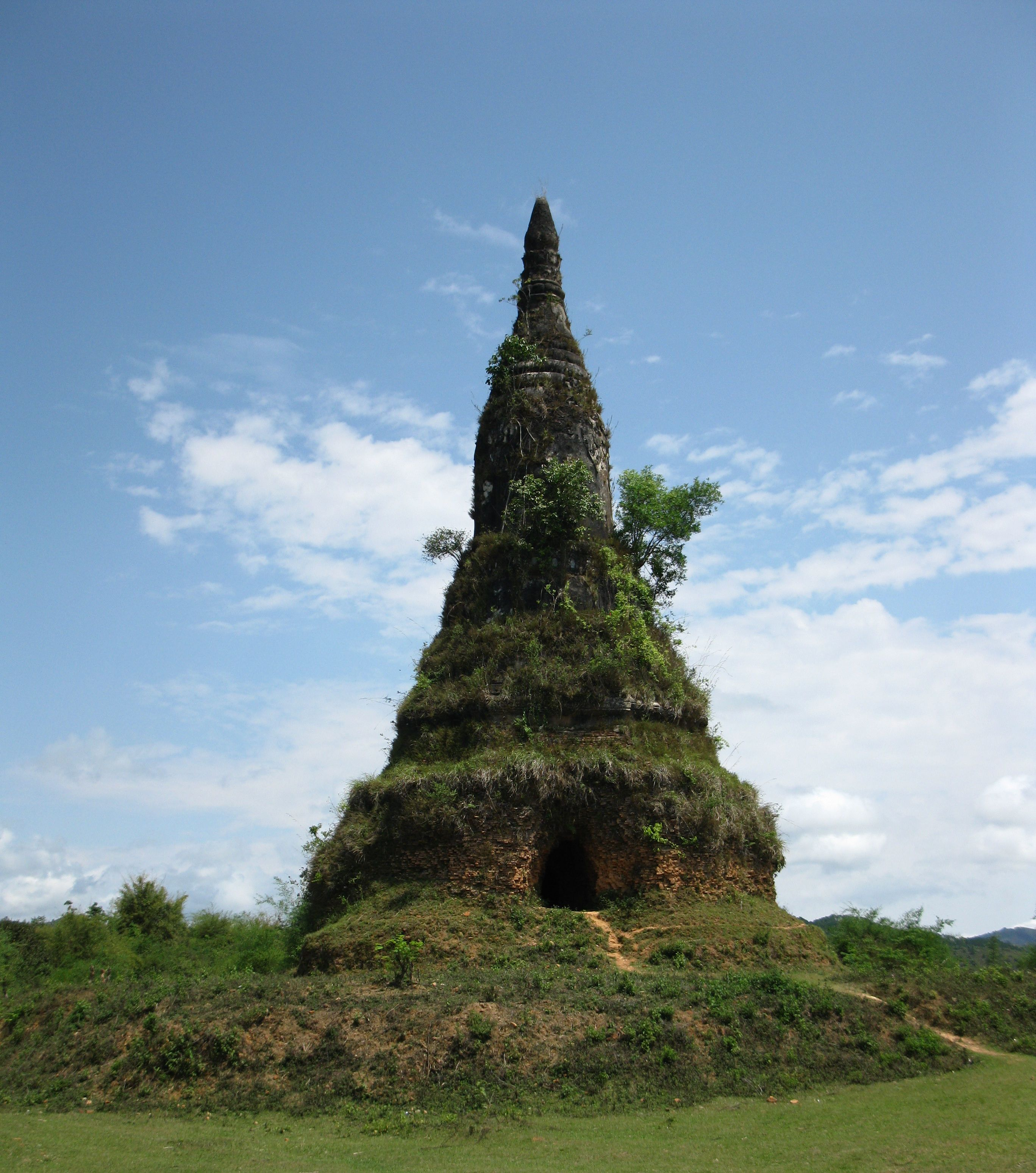
Tempel That Foun.

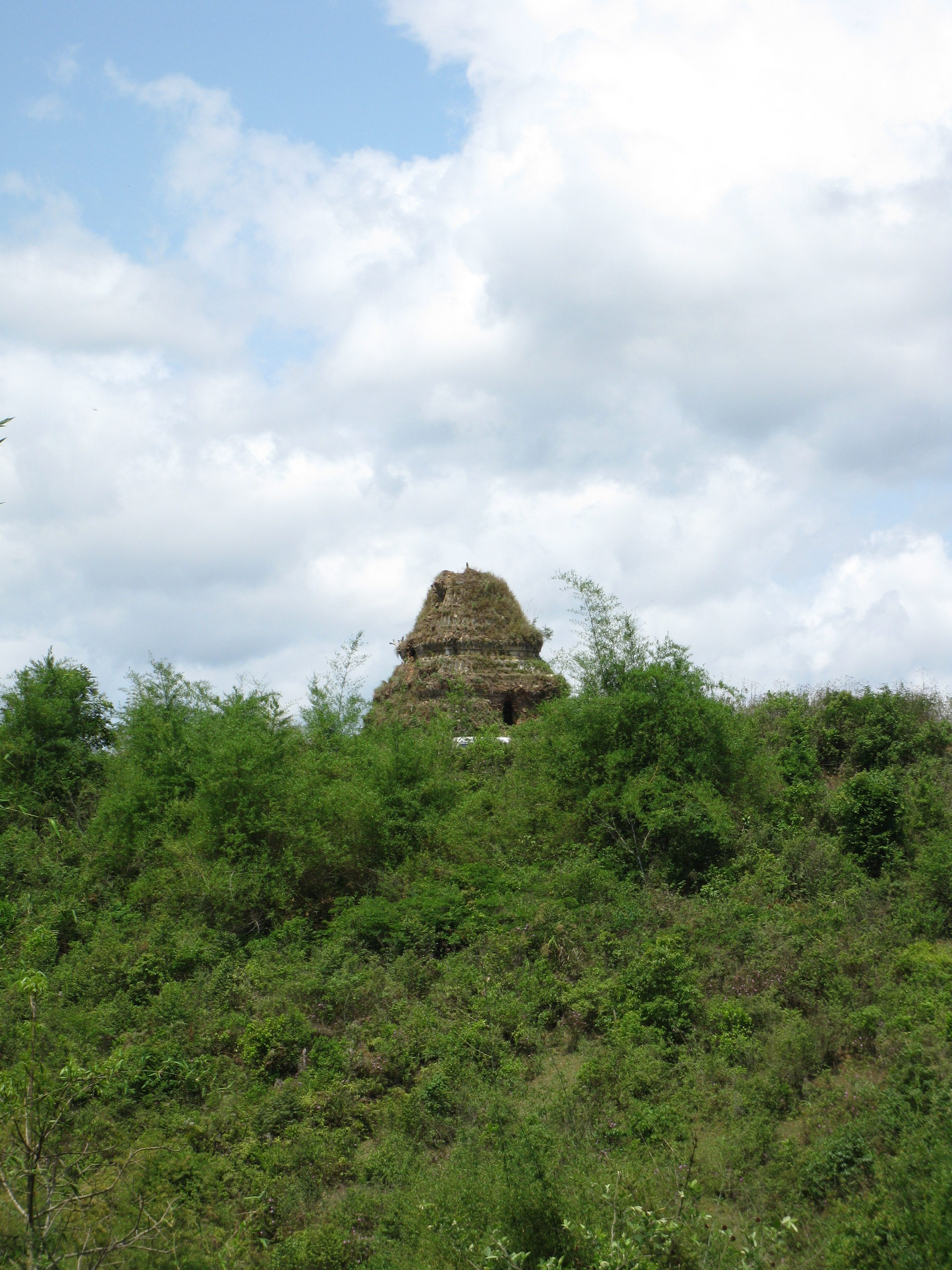
Tempel That Chom Phet.

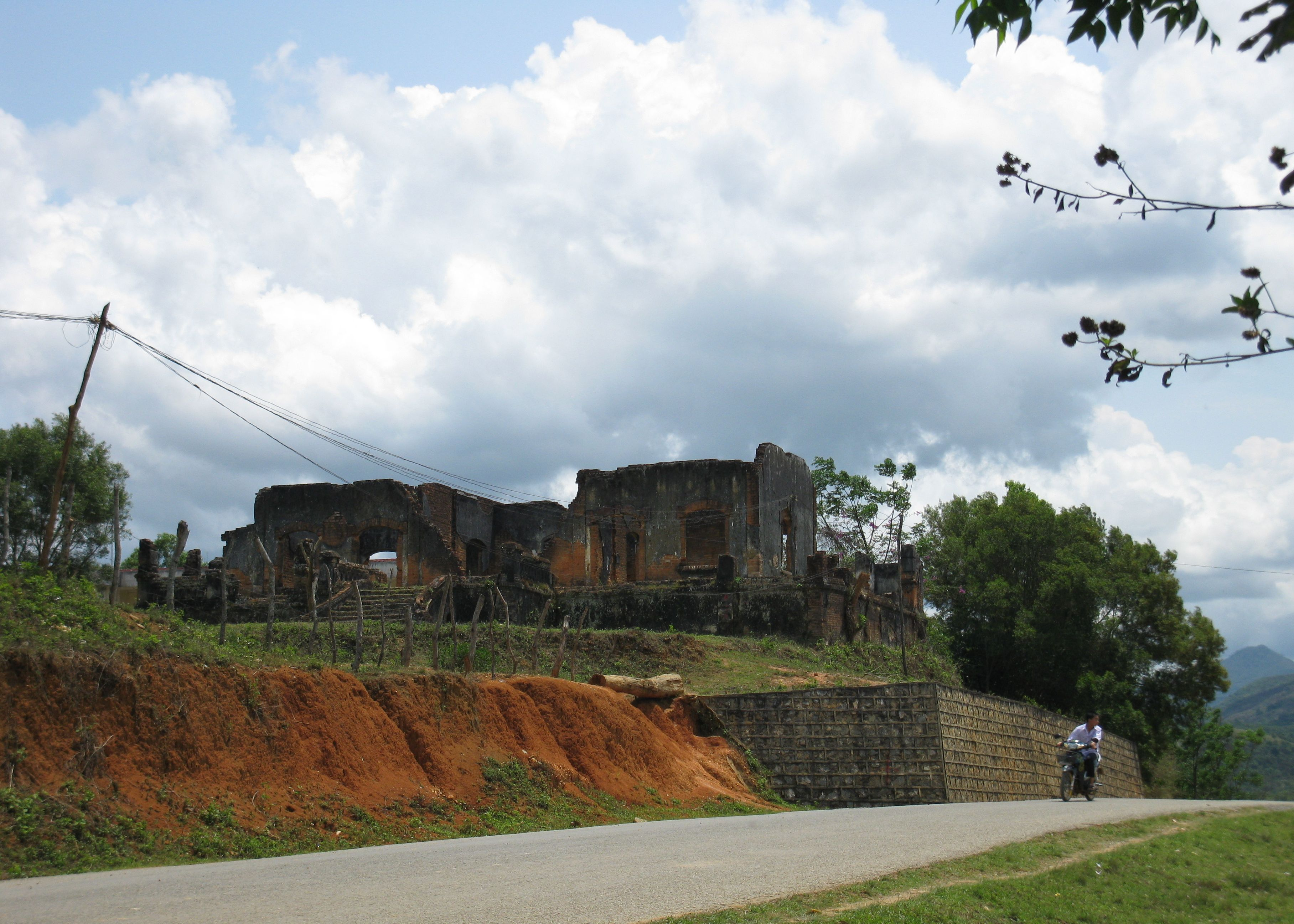
Villa aus der Kolonialzeit.

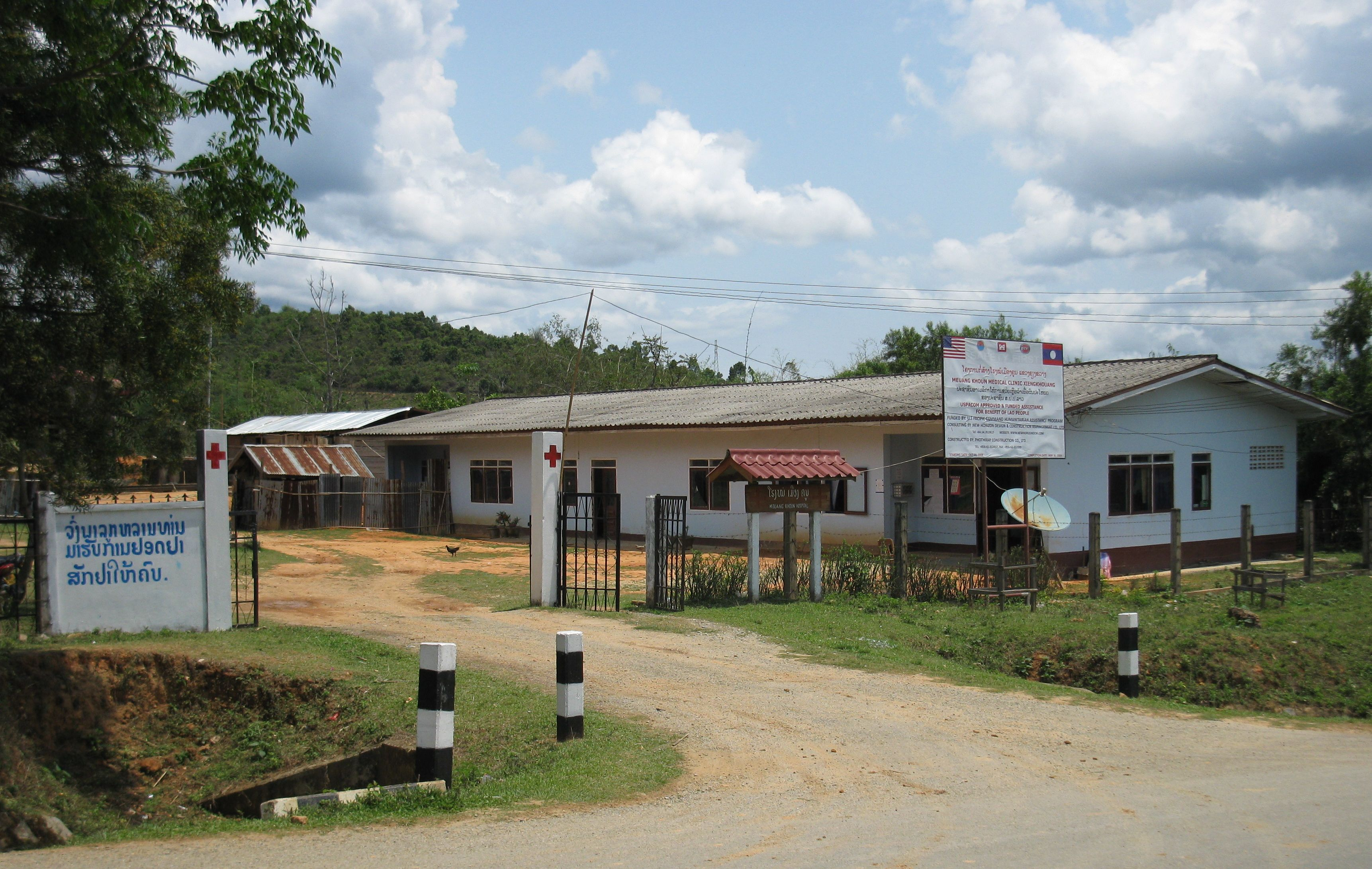
Krankenhaus.

Muang Khoun ist eine Stadt in der laotischen Provinz Xieng Khouang mit einer bewegten Geschichte und mehreren sehenswerten Bauwerken. 

## Lage und Geschichte
Muang Khoun liegt 33 km südöstlich von Phonsavan. Es hieß ursprünglich "Xieng Khouan" und war die Hauptstadt des selbständigen Tai-Fürstentums Muang Phouan, die im 16. Jahrhundert für ihre Tempel und ihren Reichtum weithin bekannt war. Später wurde Muang Khoun Hauptstadt der Provinz Xieng Khouang. 1964 wurde die Stadt Hauptsitz der Pathet Lao und wurde im Krieg mit den USA mehrmals hart umkämpft, erobert und rückerobert. Dabei wurde sie fast vollständig zerbombt. Nach dem Ende des Krieges, als fast alle Bewohner die Stadt verlassen hatten, wurde die heutige Provinzhauptstadt Phonsavan angelegt, und Muang Khoun verlor an Bedeutung. Viele Laoten betrachten die Stadt mit ihren 14 000 Einwohnern jedoch noch heute als Hauptstadt der Provinz.

## Sehenswürdigkeiten
Das Wahrzeichen der Stadt ist die Ruine des Tempels Wat Phia Wat, der 1968 amerikanischen Bomben zum Opfer fiel. Der Tempel wurde im 16. Jahrhundert auf einem Sockel aus Ziegelsteinen erbaut, in dessen Mitte sich eine große Buddhastatue erhebt. Mit ihren sichtbaren Beschädigungen ist die Statue, die zwischen stark beschädigten Säulen aus Ziegeln unter freiem Himmel steht, ein häufig dargestelltes Symbol für die Grausamkeit des Krieges. Noch heute dient der Wat Phia Wat religiösen Zwecken. Einheimische bringen hier Blumen und Früchte als Opfergaben dar.
Das Stadtzentrum wird überragt von dem rund 30 m hohen, schwärzlichen Stupa That Foun, der auch „That Chom Si“ genannt wird und im 14. Jahrhundert im Ayuttha-Stil mit einer typischen Glockenform erbaut wurde. Verzierungen aus Stuck sind noch sichtbar. Im Laufe der Zeit wurde der aus Ziegeln gebaute Stupa von Plünderern auf der Suche nach Schätzen fast ausgehöhlt. 
In der Nähe erhebt sich an der Hauptstraße unweit des Krankenhauses die ausgebrannte Ruine einer großen Villa aus der französischen Kolonialzeit.
Am westlichen Ortseingang der Stadt erhebt sich auf einem Hügel die stark bewachsene Ruine des Tempels That Chom Pet. In der Nähe stehen einige aus massiven Holzbalken errichtete Langhäuser der Minderheit der Tai Phuan, die für Laos sehr ungewöhnlich sind.
Vor dem Krieg gab es in Muang Khoun mehrere buddhistische Tempelanlagen aus dem 16. bis 19. Jahrhundert, die jedoch sämtlich im Krieg zerstört wurden. In der Stadt wurde nur ein Teil des kleinen Tempels Wat Si Phoum wieder aufgebaut. Sein nicht wieder aufgebauter Stupa auf einem quadratischen Grundriss erinnert an den That Luang in Vientiane.

## Verkehrsverbindungen
Muang Khoun ist mit Phonsavan über eine asphaltierte und bei jedem Wetter befahrbare Straße verbunden, auf der mehrmals am Tage Busse verkehren. Der am nächsten gelegene Flughafen befindet sich in Phonsavan, von wo aus täglich eine Flugverbindung von und nach Vientiane besteht. 

## Muang Khoun heute
Muang Khoun, das zum größten Teil aus Holzhäusern mit Wellblechdach besteht, verfügt über ein Krankenhaus, eine Schule, eine Markthalle und über ein Gästehaus. Die meisten Bewohner der Stadt gehören den Minderheiten der Tai Dam, Tai Neua oder Tai Phuan an, nur wenige Tieflandlaoten oder Vietnamesen leben hier.

## Umgebung
Westlich und nordwestlich der Stadt ist die Ebene der Krüge, eine der Hauptattraktionen des Landes, sehenswert.